# 天主教佩雷拉教區
天主教佩雷拉教區（拉丁語：Dioecesis Pereiranus）是哥倫比亞一個羅馬天主教教區，屬馬尼薩萊斯總教區。
教區成立於1952年12月17日，包括里薩拉爾達省大部及卡爾達斯省四市，教座位於里薩拉爾達省首府佩雷拉。2004年有教友900,000人（佔轄區總人口75.0%）、100個堂區、216名司鐸。現任教區主教為里戈韋托·科雷多·貝穆德斯。